# Isola Severnyj (Isole di Dem'jan Bednyj)
L'isola Severnyj (in russo остров Северный, ostrov Severnyj) è un'isola russa del gruppo delle isole di Dem'jan Bednyj che fanno parte dell'arcipelago di Severnaja Zemlja e sono bagnate dal mare di Kara.
Amministrativamente fa parte del Tajmyrskij rajon del territorio di Krasnojarsk, nel circondario federale della Siberia.

## Geografia
L'isola si trova nella parte nord-occidentale dell'arcipelago, a una distanza di 12,3 km a nord-ovest dell'isola Komsomolets; è la più settentrionale del gruppo di Dem'jan Bednyj (in italiano il suo nome significa "isola del nord"). A ovest, a 550 m, si trova l'isola Kolobok e a un po' più di 1 km verso sud-est ci sono le isole Červjak e Utënok collegate da banchi di sabbia e 2 isolotti senza nome. Severnyj è lunga circa 700 m e sul lato occidentale ha un piccolo lago.